# Simone Kets
Simone Kets (Biddinghuizen, 30 juli 1996) is een Nederlands voormalig voetbalster die vanaf de zomer van 2017 uitkwam voor VV Alkmaar. Op 18 mei 2013 maakte ze haar debuut voor in het professioneel voetbal in de gewonnen thuiswedstrijd tegen Club Brugge (7–1). Ze stopte in 2019 wegens motivatieproblemen.

## Carrièrestatistieken
| Seizoen                          | Club            | Land            | Competitie            | Competitie | Competitie | Beker | Beker | Internationaal | Internationaal | Overig | Overig | Totaal | Totaal |
| Seizoen                          | Club            | Land            | Competitie            | Wed.       | Dlp.       | Wed.  | Dlp.  | Wed.           | Dlp.           | Wed.   | Dlp.   | Wed.   | Dlp.   |
| -------------------------------- | --------------- | --------------- | --------------------- | ---------- | ---------- | ----- | ----- | -------------- | -------------- | ------ | ------ | ------ | ------ |
| 2012/13                          | PEC Zwolle      | Nederland       | BeNe League Orange    | 0          | 0          | –     | 0     | –              | –              | –      | –      | 0      | 0      |
| 2012/13                          | PEC Zwolle      | Nederland       | Women's BeNe League B | 1          | 0          | –     | 0     | –              | –              | –      | –      | 1      | 0      |
| 2013/14                          | PEC Zwolle      | Nederland       | Women's BeNe League   | 22         | 1          | 1*    | 0     | –              | –              | –      | –      | 23     | 1      |
| 2014/15                          | sc Heerenveen   | Nederland       | Women's BeNe League   | 11         | 0          | 1*    | 1     | –              | –              | –      | –      | 12     | 1      |
| 2015/16                          | sc Heerenveen   | Nederland       | Eredivisie            | 24         | 3          | –*    | 0     | –              | –              | –      | –      | 24     | 3      |
| 2016/17                          | sc Heerenveen   | Nederland       | Eredivisie            | 27         | 16         | 2*    | 3     | –              | –              | –      | –      | 27     | 19     |
| 2017/18                          | VV Alkmaar      | Nederland       | Eredivisie            | 25         | 11         | 3     | 1     | –              | –              | –      | –      | 28     | 12     |
| Carrière totaal                  | Carrière totaal | Carrière totaal | Carrière totaal       | 87         | 20         | 4     | 4     | 0              | 0              | 0      | 0      | 115    | 36     |
| Bijgewerkt tot 30 september 2017 |                 |                 |                       |            |            |       |       |                |                |        |        |        |        |

## Interlandcarrière

### Nederland onder 19
Op 9 februari 2014 debuteerde Kets voor het Nederland –19 in een vriendschappelijke wedstrijd tegen Bosnië –19 (2 – 0 winst).
| Interlands van Simone Kets   | Interlands van Simone Kets | Interlands van Simone Kets        | Interlands van Simone Kets | Interlands van Simone Kets | Interlands van Simone Kets |
| №                            | Datum                      | Wedstrijd                         | Uitslag                    | Soort Wedstrijd            | Doelpunten                 |
| Als speler bij PEC Zwolle    | Als speler bij PEC Zwolle  | Als speler bij PEC Zwolle         | Als speler bij PEC Zwolle  | Als speler bij PEC Zwolle  | Als speler bij PEC Zwolle  |
| ---------------------------- | -------------------------- | --------------------------------- | -------------------------- | -------------------------- | -------------------------- |
| 1.                           | 21 september 2013          | Nederland – Bosnië en Herzegovina | 2 – 0                      | Kwalificatie EK –19 2014   | 0                          |
| 2.                           | 26 september 2013          | Servië – Nederland                | 0 – 3                      | Kwalificatie EK –19 2014   | 0                          |
| 3.                           | 9 februari 2014            | België – Nederland                | 0 – 3                      | Vriendschappelijk          | 0                          |
| 4.                           | 8 maart 2014               | Schotland – Nederland             | 2 – 2                      | Vriendschappelijk          | 1                          |
| 5.                           | 10 maart 2014              | Nederland – Italië                | 1 – 1                      | Vriendschappelijk          | 0                          |
| 6.                           | 12 maart 2014              | Noorwegen – Nederland             | 1 – 2                      | Vriendschappelijk          | 0                          |
| 7.                           | 5 april 2014               | Nederland – Turkije               | 2 – 0                      | Kwalificatie EK –19 2014   | 0                          |
| 8.                           | 7 april 2014               | Ierland – Nederland               | 0 – 0                      | Kwalificatie EK –19 2014   | 0                          |
| 9.                           | 10 april 2014              | Nederland – Oostenrijk            | 4 – 1                      | Kwalificatie EK –19 2014   | 0                          |
| Als speler bij sc Heerenveen |                            |                                   |                            |                            |                            |
| 10.                          | 15 juli 2014               | Noorwegen – Nederland             | 0 – 0                      | EK –19 2014                | 0                          |
| 11.                          | 18 juli 2014               | Nederland – Schotland             | 3 – 2                      | EK –19 2014                | 0                          |
| 12.                          | 21 juli 2014               | Nederland – België                | 1 – 0                      | EK –19 2014                | 0                          |
| 13.                          | 27 juli 2014               | Spanje – Nederland                | 0 – 1                      | EK –19 2014                | 0                          |
| 14.                          | 13 september 2014          | Nederland – Faeröer               | 9 – 0                      | Kwalificatie EK –19 2015   | 0                          |
| 15.                          | 15 september 2014          | Nederland – Letland               | 10 – 0                     | Kwalificatie EK –19 2015   | 0                          |

### Nederland onder 17
Op 18 oktober 2011 debuteerde Kets voor het Nederland –17 in een vriendschappelijke wedstrijd tegen Duitsland –17 (2 – 1 verlies).
| Interlands van Simone Kets | Interlands van Simone Kets | Interlands van Simone Kets | Interlands van Simone Kets | Interlands van Simone Kets | Interlands van Simone Kets |
| №                          | Datum                      | Wedstrijd                  | Uitslag                    | Soort Wedstrijd            | Doelpunten                 |
| Als speler bij PEC Zwolle  | Als speler bij PEC Zwolle  | Als speler bij PEC Zwolle  | Als speler bij PEC Zwolle  | Als speler bij PEC Zwolle  | Als speler bij PEC Zwolle  |
| -------------------------- | -------------------------- | -------------------------- | -------------------------- | -------------------------- | -------------------------- |
| 1.                         | 18 oktober 2011            | Duitsland – Nederland      | 2 – 1                      | Vriendschappelijk          | 0                          |
| 2.                         | 20 oktober 2011            | Duitsland – Nederland      | 1 – 1                      | Vriendschappelijk          | 0                          |
| 3.                         | 17 september 2012          | Nederland – Mexico         | 0 – 2                      | Vriendschappelijk          | 0                          |

## Erelijst

### MetNederland –19
| Internationaal        |    |      |
| Europees Kampioen –19 | 1x | 2014 |